# マッドワールド
『マッドワールド』（MADWORLD）はプラチナゲームズ開発のWii用アクションゲーム。発売元は日本国内ではスパイク（現・スパイク・チュンソフト）、海外ではセガ。

## 概要
プレイヤーは主人公・ジャックを操り、殺人ゲーム「DEATH WATCH」を勝ち進んでいく。敵の倒し方は多数存在し、単に斬ったり刺したりするだけでなく、走行する電車や回る大型ファンに投げつける、刃の付いたごみ箱で鋏んで真っ二つにする、無理やりトイレに流す等、様々なギミックを利用できる。
人物やフィールドは全て白と黒のツートンカラーで描かれている。そのほかに使われている色は、効果音を表す描き文字の黄色、そして血の色の赤。

### 残酷描写
残酷かつ過激な表現を多く含むため、本作はWii向けソフトでは唯一CERO：Z（18才以上のみ対象）となった。そのゲーム内容から当初は日本での発売は難しいと思われていたが、スパイクがセガに日本版の発売を提案し、スパイクから発売されることになった。海外版からの変更は一部の設定のみで、残酷表現の修正は無い。プロデューサーを務めた稲葉敦志は日本版発売について、「予想外の事」と自身のブログで語っている。
また、本作は任天堂ハード用ソフトで初めて、CEROレーティング区分によるパッケージ色変更（レーティングがCERO：C（15才以上対象）以上のソフトに限り、パッケージを黒色にするというもの）が行なわれたソフトである。元々は『斬撃のREGINLEIV』の開発がきっかけで誕生したシステムだが、発売日の関係上本作が初の採用例となった。以降ニンテンドー3DS・Wii Uで発売された全てのパッケージソフトにおいて同様の措置が取られているが、Nintendo Switch用ソフトにおいては本システムを導入していない。

## ゲームシステム
ゲームは全5ステージで構成されている。各ステージは最終ステージを除きそれぞれ3エリアで構成されており、エリア内を探索しつつ、次々と現れる敵を倒してスコアを稼ぐのが基本となる。一定のスコアを獲得する毎に武器やアイテムが支給されたり、高いスコアを得られるブラッドバス・チャレンジに挑戦する事が可能。定められたターゲットスコアまで到達するとエリア内にゴングが出現。ゴングに近付いてAボタンを押すとボスと戦うか問われ、YESを選択すればボス戦へと突入することができる。ボスを倒せばエリアクリアとなり、新たなエリアまたはステージに行くことができる。一度クリアしたエリアは自由に選択でき、何度でもプレイ可能。
エリアクリア時にはリザルトが表示され、スコアが記録される。記録されるスコアはハイスコアと、そのエリアを最後にプレイしクリアした時のスコアの二つで、記録されたスコアはエリア選択画面で見ることができる。
なお、各ステージの最後のエリアはボス戦のみの構成またはボスのいる場所までザコ敵を倒しつつひたすらエリア内を進むだけの構成になっている。またスコア（ザコ敵が登場しないエリアの場合はクリアタイム）の更新や記録はされるものの、エリア選択画面で見ることはできない。
ジャックが倒されると残りクレジットの数だけコンティニューでき、その場から復活することができる。クレジット数は初期設定（エリア開始時）は2つ。アイテムにより増やすことはできるが、エリアクリア後はリセットされる。また、残りクレジット数の分だけエリアクリア時にボーナスポイントが加算される。
倒されてコンティニューしない、残りクレジット数を全部失う、制限時間内にボス戦に突入しなかった場合はゲームオーバーとなる。
殆どのエリアにはデスウォッチ・チャレンジなる条件が存在しており、プレイ開始前に表示される条件をクリアすることで高いスコアを得ることができる。デスウォッチ・チャレンジは1つのエリアに数種類用意されているが、一度クリアした条件に再挑戦はできず、またコンプリートしてもスコア以外に特典などは存在しない。
ゲームクリア後は新たな武器アイテムが追加される他、難易度の高いハードモードでプレイすることが可能になる。難易度は一度変更すると再びゲームクリアするまで変更できなくなるが、ゲームの進行状況はそのまま継続される。
マルチプレイでは、プレイヤー2人でブラッドバス・チャレンジに挑戦しポイントを競い合う対戦モードになっている。

### 主な攻撃方法
Aボタン
素手時は敵にパンチを浴びせる。連打する事で最大4コンボまで連続技を繰り出す。コンボ中にコントロールスティックを上に入力する事でストレートパンチ。ジャンプ中に押すと叩きつけパンチ。緊急回避時はカウンターパンチ。ダッシュ時にはショルダーチャージを行う。敵が倒れている時は掴んで投げつける。また、敵に近づいてAボタンを長押しすると敵を掴む事ができ、この状態でヌンチャクを振る事でヘッドバットを浴びせ一方的に攻撃することもできる。
Wiiリモコンを振る
横に振ると裏拳、縦に振るとアッパーカットを繰り出す。敵を掴んでいる時は投げることができる。バイクに乗って戦うエリアではチェーンソーを振るったり、スピン攻撃を行う。
Bボタン
素手時にBボタンを押し続けることでチェーンソーを使用する事ができ、Wiiリモコンを振ることで攻撃する。攻撃力は高く、ザコ敵なら一撃で倒すことができるが、得られるスコアは低い。使用している間はジャックの体力メーターの下にあるチェーンソーゲージが徐々に減っていき、無くなると使用不可になる。チェーンソーゲージは使用を止めることで徐々に回復していく。

### フィニッシングオフ
敵が気絶状態になる（ボスの場合は体力メーターを全て減らす）とFINISHマークが表示され、この時にAボタンを長押しまたはBボタンを押すことで発動し、止めを刺すことができる。通常の攻撃で倒した時よりも得られるスコアは高い。ボスに対しては専用のフィニッシングオフが用意されている（特定のザコ敵や中ボスにも存在する）。
ジャイアントスイング
Aボタンを長押しすることで発動。投げ技なのでトゲ壁などのギミックに投げ付けてさらにスコアを稼ぐことも可能。
叩き付け投げ
倒れている敵にAボタン長押しで発動。地面に数回叩きつけた後投げる。
フィニッシュブロウ
Bボタンで発動。チェーンソーで敵を寸断する。数種類あり、中には首を折るなどのチェーンソーを使わないパターンもあるが、どれを行うかはランダムで決まる。パターンによってはさらに行うことも可能。

### オブジェクト
エリア中至る所に配置されており、拾うことができる。これらを利用し敵を倒すことでより多くのスコアを得られる。
標識、街灯など
敵に突き刺す。複数突き刺すことも可能で、最大5本まで突き刺せる。突き刺された敵は暫くふらついた後死亡する（掴んだり他のオブジェクトを使うことで阻止できる）。幾つかの中ボスに対しても特定の状態に陥らせると使用できるが、ザコ敵と違い、これのみで倒すことはできない。
風車、ラッパなど
敵に突き刺す。最大4本まで突き刺せる。突き刺された敵はわずかの間行動不能になる。2本以上突き刺すと、一定時間後死亡する。
マスク、植木鉢など
敵に被せる。被せられた敵はわずかの間行動不能になる。複数被せる事はできない。
ドラム缶、樽など
敵に被せる。被せられた敵は一定時間行動不能になる。マスクなどと同じく、複数被せる事はできない。中には投げたり落としてしまうと壊れたり、爆発するものもある。ドラム缶は敵が利用してくることもあり、こちらが被せられた場合素早く脱出しないと一方的に攻撃を受けてしまう。
爆竹
敵に突き刺す。突き刺された敵は数秒後爆死する。複数突き刺す事はできない。
ボトル
特殊なコーラ入りのボトルで、敵の口に突っ込む。突っ込まれた敵はもがいた後、勢いよく吹っ飛ぶ。Wiiリモコンを振ることでシェイクでき、多く振るほど高く吹っ飛んでいく。
ゴミ袋
敵に投げつけると敵は嘔吐して一定時間行動不能になる。
アタッシュケース、食べ物など
投げつけると、投げつけた場所に敵が集まってくる。敵はアタッシュケースならお金がばら撒かれ喜び、食べ物なら無我夢中で食べ始め一定時間攻撃してこなくなる。敵を倒すと落とすこともある。
ベンチ、灯篭など
振り回して武器のように使う。攻撃力は高いが、武器アイテムと違い簡単に壊れてしまう。
爆弾、岩など
投げつけて使う。

### 攻撃ギミック
敵を投げ込むなどして利用する。ザコ敵なら簡単に倒すことができ、獲得できるスコアも高い。幾つかの中ボスに対しても効果があるものもある。得られるスコアはギミックによって様々である。他にも多彩なギミックがゲーム中存在する。
トゲ壁、フックなど
敵を投げつけたり、直接数回叩きつけて利用する。
ゴミ箱
敵を投げ込んで利用する。投げ込まれた敵は刃が付いたフタで胴体を寸断されてしまう。
巨大ファン、回転ノコギリなど
敵を投げつけたり、直接触れさせバラバラにしてしまう。ジャックが触れるとダメージを受ける。
ローラー、巨大歯車
敵を投げ込んだり、押し込んでミンチにしてしまう。

### スペシャルムーブ
中ボスやボス敵は特殊攻撃を仕掛けてくることがあり、この時画面に表示される指示通りにWiiリモコンやヌンチャクを振る事ができれば、攻撃を回避でき、反撃して大ダメージを与えることができる（回避するだけのパターンもある）。逆に入力が遅れたり、指示通りにできなかった場合は回避に失敗して大ダメージを受けたり、敵によっては即死してしまう事もある。

## 登場キャラクター
ジャック（Jack）
声：スティーブン・ブルーム
主人公。右腕がチェーンソーを内蔵した機械の義手になっている。好きなものは煙草と葉巻、酒と女で、一番の好物は生のタマネギ。あらゆる武器を使いこなす戦闘のエキスパートだが、その素性の一切が謎に包まれている。とある目的で「デスウォッチ」に参加する。
アマラ（Amala）
声：マササ・モヨ
ジャックの相棒。
ブラック・バロン（Black Baron）
声：レノ・ウィルソン
ブラッドバス・チャレンジのレポーター。ルールを説明した後はマチルダによって毎回同じ目に会わされるが、何故か生きている。ゴージャスな格好と下品なトークが特徴。 
マチルダ（Mathilda）
ブラック・バロンの助手。ゲーム中では一言も喋らない。ブラッドバス・チャレンジの見本をブラック・バロンをターゲットにして行った後、去っていく。
エージェントXIII（Agent XIII）
声：ジム・ワード
ジャックの契約者。ゲーム中では様々な場面でジャックをサポートする。
ナオミ（Naomi）
声：ケイト・ ヒギンズ
ヴァラガン市長の娘。
ノア（Noa）
声：ドワイト・シュルツ
デスウォッチの主催者。
レオ（Leo）
声：ダニー・クックシー 
ジェファーソン島の生存者。ASIAN TOWNでキルシーカーに襲われそうになっている所をジャックに助けられるが…。
ハワード・”バックショット”・ホームズ（Howard "Buckshot" Holmes）
声：グレッグ・プループス
デスウォッチのアナウンサー。声のみで姿は登場しない。
クリース・クリーリー（Kreese Kreeley）
声：ジョン・ディマジオ
元デスウォッチのランカー。ゲーム中ハワードと共に中ボスやボスキャラクターの解説を行う。時折下ネタや映画ネタを交えることもある。台詞から過去、登場するボスと戦った事があるらしいが、全て惨敗し散々な目に会ってきた模様。ハワード同様、声のみで姿は登場しない。

### ボスキャラクター
ジャック同様、「デスウォッチ」を勝ち進んできたランカー達で、ジェファーソン島の様々なエリアを支配している。
リトル・エディ（LITTLE EDDIE）
声：S・スコット・ブロック
CENTRAL STATIONエリアのボス。囚人服を着た巨人で、巨大なトゲ付き鉄球が武器。
ジュード・ザ・デュード（JUDE THE DUDE）
声：チャーリー・アドラー
DOWNTOWNエリアのボス。二丁拳銃使いのガンマン。ウェスタンブーツの拍車を使った蹴り技も得意。
ヴォン・トアレンキラー（VON TWIRLENKILLER）
声：フレッド・タタショア
RED LINE HIGHWAYエリアのボス。ナチス将校のような格好をした長身のサイボーグ。機械化された巨大な両腕から竜巻を発生させ攻撃してくる。
鈴鈴（リンリン）（RIN RIN）
声：ケイト・ ヒギンズ
GREAT WALL STREETエリアのボス。カンフー使いで、チャイナドレスを着た女性。巨大な扇が武器。動きが素早く、頻繁にガードや回避を行うので攻撃を当てにくい。
将軍（ショーグン）（SHOGUN）
声：ロジャー・L・ジャクソン
BISTROエリアのボス。般若の面を被った屈強な鎧武者。両端が回転鋸になっている名刀チェーンソー・ナギナタを振るい戦う。身に纏っている鎧は高い防御力を誇るが、一定のダメージを受けると剥がれていき、防御力も低下していく。
横綱（ヨコヅナ）（YOKOZUNA）
声：ノーラン・ノース
SUMO ARENAエリアのボス。派手な力士のランカー。張り手など接近攻撃や、大ジャンプし上空のヘリコプターを掴んでジャック目掛け落としてくる。
シャーマンズ（SHAMANS）
声：フレッド・タタショア
COURTYARDエリアのボス。狼の毛皮を被ったバーサーカーの様な風貌の戦士。カギ爪による攻撃の他、無数の子供たちを使役して戦う。
フランク（FRANK）
声：チャーリー・アドラー
DUNGEONエリアのボス。フランケンシュタインの怪物を思わせる巨大な人造人間。強烈なパンチや放電攻撃を行う。電気を身にまとい自身を強化させる事もできる。一定のダメージを受けると巨大な電気椅子に座って充電し体力を回復する。
エリーゼ（ELISE）
SANCTUARYエリアのボス。ボンデージ姿のセクシーな女吸血鬼。翼を持ち、無数のコウモリを操る。彫刻やステンドグラスに擬態しプレイヤーの目を欺きつつ自身の体力を回復させたり、吸血による特殊攻撃も行う。
コジャック（KOJACK）
声：ロビン・アトキン・ダウンズ
ACCESS HANGARエリアのボス。眼帯を着け、ジャックと同じチェーンソーアームを装備した男で、バイクを操った戦いを得意とする。マルチプレイではプレイヤーキャラクターとして登場。
ザ・マスターズ（THE MASTERS）
声：ノーラン・ノース（父）、ロジャー・クレイグ・スミス（息子）
FACILITYエリアのボス。銀河支配を目論む磁力使いの親子。エネルギーで形成した剣による攻撃の他、ドラム缶や巨大なトラックを宙に浮かせた後投げつけてきたり、磁力でジャックを捕えてくるなど磁力を駆使した多彩な攻撃を仕掛けてくる。体力は2人共通。
マーティン（MARTIN）
声：ドワイト・シュルツ
ROBOT FACTORYエリアのボス。地球侵略を企むグレイ・エイリアンで、巨大な戦闘ロボットを操縦して戦う。ミサイルや伸縮自在のアームで攻撃してくる。特殊攻撃ではジャックをアームで床に叩きつけたあと、命中すると即死のホーミングミサイルを放ってくる。

### 中ボス
一定のスコアを得ると参戦。殆どのエリアでは数体存在しており、特定の場所に進むと出現するパターンもある。
ビッグ・ブル（BIG BULL）
声：カイル・エベール
CENTRAL STATION、DOWNTOWN、TOWERエリアに登場。牛のようなマスクを被った巨漢。鎖で2つ繋げた巨大なチェーンソーが武器。頭突きで攻撃してくる事もある。特殊攻撃に打ち勝って倒すとマスクを落としていく。なお、他の敵と違い打ち負かされてもノーダメージで済む。
イーフン（YEE FUNG）
声：S・スコット・ブロック
GREAT WALL STREET、TOWERエリアに登場。無数のトゲが付いたカブトムシのような鎧で身を固めた太った戦士。アルマジロのように丸まった突進攻撃が得意。TOWERエリアでは小型のものも多数登場する。
天狗（TENGU）
声：ロジャー・L・ジャクソン
BISTRO、TOWERエリアに登場。忍法を使う天狗。両手に持った電気が流れる鎌のような武器や、分身の術で戦う。また、特定の方法で倒そうとすると変わり身の術を使ってしぶとく回避する。滅多に使用してこないが、特殊攻撃では分身を使いジャックを羽交い絞めにしてくる。中ボスの中では唯一、気絶させると掴むことができるものの、ヘッドバットは効かない。
死神（DEATH BLADE）
COURTYARDエリアに登場。派手な格好をした神出鬼没の死神。大鎌が武器。ローラースケートを履いており、動きは素早く、高い攻撃力を持ち、一撃必殺の特殊攻撃を持つ。大きなダメージを受けると姿を消し、以降はジャックが特定の状況に陥るまで姿を現さなくなる。また、出現する個体毎に耐久力は高くなっていく。
ビッグ・ロング・ドリラー（BIG LONG DRILLER）
声：フレッド・タタショア
DUNGEON 、CASINO、TOWERエリアに登場。マンモスのようなガスマスクを被った巨漢。巨大なドリルが武器。ビッグ・ブルと攻撃パターンは似ているが、攻撃力、耐久力はさらに高い。DUNGEONエリアに登場するタイプは神出鬼没で、倒しても頻繁に登場する上、大きなダメージを受けたりジャックが自身から離れるとドリルで床に潜って姿を消し、一定時間経つとジャックの前に出現するを繰り返す。ビッグ・ブル同様、特殊攻撃に打ち勝って倒すとマスクを落とすが、こちらが打ち負かされた場合は、床に叩き伏せられた後ドリルでバラバラにされ即死してしまう。
サイバー・スライサーズ（CYBER SLICERS）
FACILITYエリアに登場。二体の大きな人型ロボットで、刀、カギ爪を装備している。ASIAN TOWNステージに登場するキルシーカーに酷似した攻撃パターンを持つ。倒すとジャックにゆっくりと接近した後、周りを巻き込んで爆発するので離れないとダメージを受ける。中ボスの中では唯一、特殊攻撃を持たない。

## アイテム
スコアを獲得することで支給される他、エリア内のどこかに配置されていたり、特定の敵を倒すと出現する。オブジェクトの中に隠されている事も多い。

### 回復アイテム
ハッピーピル
カプセル薬型のアイテム。取ると体力を少し回復する。多く回復できるピルパックも存在する。
ハッピーオニオン
タマネギ型のアイテム。取ると体力、チェーンソーゲージが全快する。
ジャックバルーン
ジャックの顔が描かれた赤い風船。取ると残りクレジット数が増える。

### 武器アイテム
どれも攻撃力は高いが、1つまでしか所持できない。使用制限があり、使い続けると壊れてしまう。持ち替えることは可能。武器によってはフィニッシングオフも行える。
スパイクバット
敵を殴りつける。Bボタンを押したままWiiリモコンを振ることで豪快に敵を吹っ飛ばす。
ククリ
二刀流で使用する。斬り続けることで敵の両腕を斬り落とし攻撃不能に陥らせることもできる。Bボタンを押したままWiiリモコンを振ると回転攻撃を行う。また、ジャンプ攻撃は一撃で敵を気絶させることができる。
スピア
敵を突く。Bボタンを押したままWiiリモコンを振ると複数の敵を一気に串刺しにする強力な攻撃を行う。BISTROエリアのみ登場。
ゴルフクラブ
敵を殴りつける。Bボタンで敵を地面に叩きつけ頭をボールに見立てフルスイングする攻撃を行う（ゾンビに対してのみ行える）。COURTYARDエリアのみ登場。
トーチ
敵を殴りつける。Bボタンを押したままWiiリモコンを振ると炎を吹きつける。
マグネットガン
巨大な銃。敵を磁力で捕らえ、投げ飛ばせる。最大3体まで捕らえることが可能。ボスには効かない。FACILITYエリアのみ登場。
ロケットランチャー
装弾数は4発。拾っても一定時間経つと支給される。ROBOT FACTORYエリアのみ登場。

## ステージ
VARRIGAN CITYステージ
- CENTRAL STATIONエリア
前半はいわゆるチュートリアルステージになっており、基本操作を覚えながら道中を進んでいく（ゲームクリア後チュートリアルは無くなる）。後半はメインエリアとなる鉄道駅が舞台。ストリートギャングを思わせる姿をしたキルシーカー（ザコ敵）が登場。
- DOWNTOWNエリア
ダウンタウンにある工場地帯が舞台。登場するキルシーカーはフルフェイスメットや鎧を装備した耐久力の高いタイプが新たに登場し、手強くなっている。
- RED LINE HIGHWAYエリア
ハイウェイが舞台。バイクで進む。車に乗ったキルシーカーが襲いかかってくる。

ASIAN TOWNステージ
- GREAT WALL STREETエリア
屋台や料理店が並ぶ中華街が舞台。エリア内には三つの宝玉が隠されている。武闘家の姿をしたキルシーカーが登場。
- BISTROエリア
巨大な料亭が舞台。三人の芸者を救出するのが目的。忍者の姿をしたキルシーカーが登場。
- SUMO ARENAエリア
滝に囲まれた広大な土俵が舞台。ボス戦のみのエリア。

MAD CASTLEステージ
- COURTYARDエリア
古城の中庭が舞台。二階に上がると大食堂や、ピラニアが飼われている部屋がある。エリア自体は広くないが、用意されているギミックは豊富。ゾンビ、骸骨の姿をしたキルシーカーが登場。
- DUNGEONエリア
地下牢が舞台。中央には巨大な女神像がある。
- SANCTUARYエリア
ボスのいる礼拝堂へと進んでいく。道中コウモリ達が行く手を阻んでくる。

AREA 66ステージ
- ACCESS HANGARエリア
広大な地下格納庫が舞台。再びバイク面で、ボス戦もバイクに乗ったまま戦う。近未来的な装甲服を着たキルシーカーが登場。
- FACILITYエリア
軍事施設が舞台。多くの近未来的なギミックが用意されている。倒すと高得点が得られるボーナスキャラとしてグレイ・エイリアンが出現。
- ROBOT FACTORYエリア
ロボット工場が舞台。ボス戦のみのエリア。

STRIPステージ
- CASINOエリア
カジノが舞台。登場するキルシーカーはVARRIGAN CITYステージと同じだが、ホッケーマスク、ガスマスクを被ったさらに耐久力の高いタイプが出現。ボス戦は無く、ターゲットスコアまで到達し、ゴールであるタワー内に進入すればクリアとなる。
- TOWER、RING OF MADNESSエリア
巨大なエレベーター内で次々と現れる中ボスを倒し、最上階にあるチャンピオンが待ち受ける巨大リングを目指す。

## ブラッドバス・チャレンジ
一定のスコアを得ることで挑戦可能になり、行える場所はマップを見ることで確認できる。制限時間内にルールに則った方法で敵を倒すのが基本で、多く倒すほど得られるスコアは高くなる。
ブラッドバス・チャレンジに登場する敵は王冠を被っており、一部を除いて積極的には攻めてこず、チャレンジ終了後は消えてしまう。
終了後リザルトが表示され、ハイスコアと最大撃破数が記録、更新される。
TURBINATOR
CENTRAL STATIONエリアに登場。巨大なジェットエンジンに敵を投げ込む。投げ込むと敵は吸い込まれバラバラになる。
ROCKET REAMER
CENTRAL STATIONエリアに登場。敵を線路に投げ込み、10秒後現れる高速走行する列車に轢殺させる。投げ込まれた敵は狼狽するので脱出されることはない。
DEATH PRESS
DOWNTOWNエリアに登場。敵をプレスの下に放り込んでペシャンコにする。
MAN DARTS
DOWNTOWNエリアに登場。巨大なダーツボードが出現。敵をダーツの矢に見立て、専用のバットを使いダーツを行う。
MONEY SHOT
GREAT WALL STREETエリアに登場。ボトルを使い敵を吹っ飛ばして、トゲ付きの的に命中させる。全ての的に命中させても制限時間以外はリセットされるので、制限時間が無くなるまでは続行できる。
HANABI
BISTROエリアに登場。敵を50秒以内に複数設置されている打ち上げ花火の発射筒に投げ込む。3ラウンドあり、ラウンド毎に発射筒の数は増えていく。
MAN GOLF
COURTYARDエリアに登場。専用のゴルフクラブを使い、次々と現れる浮遊するガラス的を吹っ飛ばした敵の頭で撃ち落す。
DEATH PRESS II
DUNGEONエリアに登場。巨大な腕が出現。何もしないが、掌に敵を投げ込んで掴ませると更に周辺にいる敵を掴んで握り潰す。周辺にいる敵を叩き潰す動作を行うこともあるので離れないとダメージを受ける。
ROAD RAMPAGE
ACCESS HANGARエリアに登場。次々と現れるグレイ・エイリアンをバイクで轢き殺したり、撥ね飛ばす。
MONEY SHOT II
FACILITYエリアに登場。ルールはMONEY SHOTと同じだが、隠しボーナスがある。
MAN DARTS II
CASINOエリアに登場。ルールはMAN DARTSと同じだが、全ステージのキルシーカー、グレイ・エイリアンが登場し、難易度はやや高くなっている。

## 主なスタッフ
- リードキャラクターデザイナー：山中雅貴
- リードアーティスト：菅裕介
- オリジナルサウンドトラック：田中直人
- ストーリーライター：松野泰己
- オリジナルゲームデザイン：藤原得郎
- エグゼクティブプロデューサー：三並達也
- プロデューサー：稲葉敦志
- ディレクター：西河繁範